# 二支河牧场
二支河牧场，是中华人民共和国新疆维吾尔自治区塔城地区额敏县下辖的一个乡镇级行政单位。

## 行政区划
二支河牧场下辖以下地区：
斯海因村、吐尔滚村、哈拉苏村、切恩格勒德哈仁村和汇干村。